# Chasmatopterus pilosulus
Chasmatopterus pilosulus är en skalbaggsart som beskrevs av Johann Karl Wilhelm Illiger 1803. Chasmatopterus pilosulus ingår i släktet Chasmatopterus och familjen Melolonthidae. Inga underarter finns listade i Catalogue of Life.